# Barbara Mendes
Barbara "Willy" Mendes ( /ˈmɛndɛz/;) (30 de enero de 1948) es una dibujante estadounidense, artista plástica y miembro influyente del movimiento cómic underground. Es más conocida por su trabajo junto a Trina Robbins en It Ain't Me Babe y All Girl Thrills. Aunque Mendes primero alcanzó su fama como Willy, más tarde hizo la transición a Barbara.

## Trayectoria
Mendes asistió a la Escuela Superior de Música y Arte de la ciudad de Nueva York, seguida de la Universidad de California, Riverside. Trabajó en cómics clandestinos mientras también producía otros trabajos para exposiciones en galerías de arte de Estados Unidos. Su arte se inspira en el judaísmo y en temas feministas.
Mendes comenzó su carrera en el cómic underground a fines de la década de 1960. Colaboró con Trina Robbins y Nancy Kalish en Gothic Blimp Works, el suplemento cómico del East Village Other, un periódico underground. Mendes y Robbins continuaron trabajando juntos, publicando It Ain't Me Babe, un cómic exclusivamente femenino, en 1970. En 1971, Mendes publicó Illuminations, que retrata un trabajo más psicodélico. Luego se alejó de la escena del cómic, adoptando el nombre de Barbara Mendes. Mendes afirma que sus "cosas nunca fueron crudas y sexuales. Se trataba de hippies que salvaban el mundo a través de la espiritualidad".
Después de completar un mural en una sinagoga sefardí en Los Ángeles, Mendes comenzó a estudiar Torá y a practicar activamente el judaísmo. Mendes abrió su propia galería de arte en el centro de Los Ángeles. Ella pinta narraciones bíblicas de colores brillantes basadas en el Génesis, el Éxodo y el Levítico, que es el tercer libro de la Torá. Mendes creó su propio estilo de "Pinturas épicas".
En 2017, una escena del cortometraje de Bruno Kohfield-Galeano 'The Blinking Game' se filmó en el estudio de Mendes en la que aparecen muchas de sus pinturas.
Mendes regresó a los cómics en 2020 con el lanzamiento de Queen of Cosmos Comix de Red 5 Comics. El libro combina sus pinturas modernas de narrativa bíblica con su trabajo de cómic underground de los años setenta en una narrativa personal y religiosa moderna.

### Cómic
Fuente:
- "Make Money, Sell American Seeds," in Slow Death Funnies #1 (Last Gasp, April 1970)
- "Oma", en It Ain't Me, Babe (Last Gasp, July 1970)
- "Ada," in Insect Fear #2 (Print Mint, Mar. 1971)
- "Take This Woman Comix" in San Francisco Comic Book #3 (Print Mint, Aug. 1971)
- Multiple stories in All Girl Thrills #1 (Print Mint, 1971)
- "Easy Come Easy Go," in Yellow Dog #23 (Print Mint, Oct. 1972)
- "The Hippy Wedding," in The Someday Funnies (Abrams, 2011) — reprint of a story from the 1970s
- Queen of Cosmos Comix (Red 5 Comics, 2020)

#### Editora
- It Ain't Me, Babe (Last Gasp, July 1970)
- Illuminations (1971)